# قلعة الري
قلعة الري (بالفارسية: باروی ری) هي قلعة تاريخية تعود إلى عصر ميديون، وتقع في مقاطعة الري.